# Бејнете
Бејнете (итал. Beinette) је насеље у Италији у округу Кунео, региону Пијемонт.
Према процени из 2011. у насељу је живело 2658 становника. Насеље се налази на надморској висини од 488 м.

## Становништво
| 1931. | 1936. | 1951. | 1961. | 1971. | 1981. | 1991. | 2001. | 2011. |
| ----- | ----- | ----- | ----- | ----- | ----- | ----- | ----- | ----- |
| 1.846 | 1.731 | 1.839 | 1.859 | 1.950 | 2.626 | 2.656 | 2.719 | 3.200 |